# Брея (Италия)
Брея (итал. Breia) — коммуна в Италии, располагается в регионе Пьемонт, в провинции Верчелли.
Население составляет 191 человек (2008 г.), плотность населения составляет 27 чел./км². Занимает площадь 7 км². Почтовый индекс — 13020. Телефонный код — 0163.
Покровителем коммуны почитается святой Иоанн Креститель, празднование 24 июня.

## Демография
Динамика населения:

## Администрация коммуны
- Официальный сайт: